# Uhagonia sphenarioides
Uhagonia sphenarioides är en insektsart som beskrevs av Bolívar, I. 1905. Uhagonia sphenarioides ingår i släktet Uhagonia och familjen Pyrgomorphidae. Inga underarter finns listade i Catalogue of Life.